# Ун Су Ким
Ун Су Ким (на корейски: 김언수, на английски: Kim Un-su) е южнокорейски писател на произведения в жанра трилър, научна фантастика и социална драма.

## Биография и творчество
Ун Су Ким е роден през 1972 г. в пристанищния град Пусан, Южна Корея. Израства в родния си град, където семейството му живее от поколения. Получава бакалавърска и магистърска степен по корейски език и литература в университета „Кюнг Хи“ в Сеул.
Прави литературния си дебют през есента на 2002 г. с краткия си разказ „Лесни уроци по писане“, а през 2003 г. печели конкурса за писане на новини в Джинджу с разказа „Улица Данбалджанг“. През 2006 г. с разказа „Раздяла с петък“ печели конкурса за нов писател Dong-a Ilbo.
Първият му роман 캐비닛 („Кабинетът“) е издаден през 2006 г. Г-н Конг е изморен офис служител, който прекарва дните си в грижи за кабинета и за шкаф №13, който е пълен с досиета на „симптомерите“, хора, чиито странни способности и причудливи преживявания може просто да отбележат появата на нов вид. Сред симптомерите е жена, чийто двойник се е разделил с приятеля ѝ, мъж, на чийто пръст расте дърво гинко, както и онзи, който не спира да се обажда и да иска да бъде превърнат в котка. Романът е сюрреалистичен сатиричен портрет на късния капиталистически свят и подтекстово внушение, че проект за генно инженерство е в основата на Хомо сапиенс. Романът получава наградата „Мунхакдогне“ (награда на издателство „Мунхак“), най-престижната литературна награда в Южна Корея.
През 2010 г. е издаден романът му „Заговорниците“. Главният герой Ресенг е убиец, отгледан от убиеца „Стария енот“ в престъпния щаб „Библиотеката на кучетата“ в алтернативен Сеул, сред книги, които никой не чете, и който не се замисля за поръчките, които изпълнява. Но един ден нарушава правилата и разкрива изключителна схема, задействана от ексцентрично трио млади жени. Той трябва да реши дали да остане просто изпълнител в гилдията на убийците или да открие заговорниците, диктуващи ходовете на престъпниците, и най-накрая да поеме контрол над сюжета.
През 2016 г. е издаден романът му 뜨거운 피 („Гореща кръв“). Главният герой, 40-годишният Хуису, е част от мафията в Пусан. До този момент на живота си той е живял само за мръсни номера, затвор, екзекуции, докато се отзовава сам, без нещо стойностно в живота си, и решава да вземе някои съдбовни решения. Романът съдържа доста автобиографични елементи и проследява живота на проститутки, бандити и лихвари, както и други сенчести герои, които живеят по крайбрежието на Пусан. Книгата получава литературната награда „Хан Му-Сук“. През 2022 г. романът е екранизиран във филма Ddeu-geo-un pi с участието на Хюн Бонг-сик.
Ун Су Ким живее със семейството си в Джинхае-гу.

## Произведения

### Самостоятелни романи
- 캐비닛 (The Cabinet) (2006) – награда „Мунхакдогне“[1][2]
- 설계자들 (The Plotters) (2010)
Заговорниците, изд.: ИК „Бард“, София (2018), прев. Елена Кодинова
- 뜨거운 피 (Hot Blood) (2016)

### Сборници
- 잽 (Jab) (2013) – разкази[2]

### Екранизации
- 2022 Ddeu-geo-un pi – по романа „Гореща кръв“